# Église Saint-Michel d'Espéraza
L'église Saint-Michel d'Espéraza est une église située en France sur la commune d'Espéraza, dans le département de l'Aude en région Languedoc-Roussillon.
L'église (à l'exception des parties classées) a été inscrite au titre des monuments historiques en 1956. Le mur recouvert de peintures murales qui se trouve dans la sacristie a été classé au titre des monuments historiques en 1956.

## Localisation
L'église est située sur la commune d'Espéraza, dans le département français de l'Aude.

## Historique
Un lieu de culte dédié à Notre-Dame a été construit à Espéraza par l'abbaye d'Alet au IXe siècle. Il a été détruit pendant la croisade des albigeois.
Une nouvelle église dédiée à saint Michel a été construite au XIIIe siècle le long de l'Aude suivant un modèle d'inspiration romane, avec une abside et deux absidioles.
L'église est détruite en 1575 au cours de combats avec les protestants qui étaient retranchés dans le village. Il ne subsiste de l'église du XIIIe siècle que les traces d'un arc en plein cintre. Le clocher pourrait être un reste de cette église. L'église est reconstruite au XVIIe siècle avec un chevet plat. Les travaux sont terminés en 1664.
L'église a été restaurée entre 1995 et 2007.
L'église (à l'exception des parties classées) a été inscrite au titre des monuments historiques en 1956. Le mur recouvert de peintures murales qui se trouve dans la sacristie a été classé au titre des monuments historiques en 1956.

## Décoration
L'église possède une décoration intérieure de qualité avec des boiseries et une balustrade classées.
Le maître-autel du XVIIIe siècle en marbre de Caunes-Minervois provient de la cathédrale d'Alet.
Une sculpture en grès polychrome sans tête datant du XIVe siècle pouvant représenter saint Jean-Baptiste a été trouvée au cours des fouilles. Elle est visible dans le passage menant à la sacristie.

## Vitraux
Les vitraux de l'église ont été réalisés par Louis Saint-Blancat.